# Agelasta newmani
Agelasta newmani är en skalbaggsart som beskrevs av White 1856. Agelasta newmani ingår i släktet Agelasta och familjen långhorningar.
Artens utbredningsområde är Sarawak. Inga underarter finns listade i Catalogue of Life.